# Liste der Baudenkmale in Wokuhl-Dabelow
In der Liste der Baudenkmale in Wokuhl-Dabelow sind alle denkmalgeschützten Bauten der Gemeinde Wokuhl-Dabelow (Mecklenburg-Vorpommern) und ihrer Ortsteile aufgelistet. Grundlage ist die Veröffentlichung der Denkmalliste des Landkreises Mecklenburg-Strelitz mit dem Stand vom 18. März 2011. 

## Legende
In den Spalten befinden sich folgende Informationen:
- ID-Nr: Die Nummer wird von den Denkmalämtern der Landkreise vergeben. Wenn sie nicht bekannt ist, bleibt die Spalte leer. In dieser Spalte kann sich zusätzlich das Wort Wikidata befinden, der entsprechende Link führt zu Angaben zu diesem Denkmal bei Wikidata.
- Lage: die Adresse des Denkmales und die geographischen Koordinaten.
Link zu einem Kartenansichtstool, um Koordinaten zu setzen. In der Kartenansicht sind Denkmale ohne Koordinaten mit einem roten bzw. orangen Marker dargestellt und können in der Karte gesetzt werden. Denkmale ohne Bild sind mit einem blauen bzw. roten Marker gekennzeichnet, Denkmale mit Bild mit einem grünen bzw. orangen Marker.
- Bezeichnung: Bezeichnung, so wie sie in den offiziellen Listen der Denkmalämter steht. Ein Link hinter der Bezeichnung führt zum Wikipedia-Artikel über das Denkmal. Wenn die Bezeichnung der Denkmalämter inhaltlich fehlerhaft ist, ist in der Spalte „Beschreibung“ darauf hinzuweisen.
- Beschreibung: Beschreibung des Denkmales
- Bild: ein Bild des Denkmales und gegebenenfalls einen Link zu weiteren Fotos des Denkmals im Medienarchiv Wikimedia Commons

## Baudenkmale nach Ortsteilen

### Comthurey
| ID  | Lage                   | Bezeichnung | Beschreibung | Bild                      |
| --- | ---------------------- | --- | ------------ | ------------------------- |
| 171 | Dorfstraße 1/2 (Karte) | Wohnhaus mit Nebengebäude |              | Wohnhaus mit Nebengebäude |
| 172 | Dorfstraße 3/4 (Karte) | Wohnhaus mit Nebengebäude |              | Wohnhaus mit Nebengebäude |
| 173 | Dorfstraße 5/6 (Karte) | Wohnhaus mit Nebengebäude |              | Wohnhaus mit Nebengebäude |
| 174 | Dorfstraße 7/8 (Karte) | Wohnhaus mit Nebengebäude |              | Wohnhaus mit Nebengebäude |
| 176 |                        | Wirtschaftsgebäude (ehem. Schaf- und Pferdestall); Wohnteil des ehem. Tennengebäudes Haus Nr. 11 und Brunnen des ehem. Fremdarbeiterlager |              |                           |

### Dabelow
| ID  | Lage                        | Bezeichnung                               | Beschreibung                                                                             | Bild           |
| --- | --------------------------- | ----------------------------------------- | ---------------------------------------------------------------------------------------- | -------------- |
| 182 | Dabelower Straße 24 (Karte) | ehem. Schule mit drei Nebengebäuden       |                                                                                          |                |
| 183 | Dabelower Straße 51 (Karte) | Wohnhaus mit Nebengebäude                 |                                                                                          |                |
| 184 | Dorfstraße                  | Spritzenhaus                              |                                                                                          |                |
| 185 | (Karte)                     | Kirche                                    | Fachwerkbau vom 19. Jahrhundert mit Dachreiter, nach Plänen von Friedrich Wilhelm Buttel | Weitere Bilder |
| 186 |                             | Kriegerdenkmal 1939/45 (vor dem Friedhof) |                                                                                          |                |

### Grammertin
| ID   | Lage | Bezeichnung | Beschreibung | Bild |
| ---- | ---- | ----------- | ------------ | ---- |
| 1257 |      | Gutshaus    |              |      |

### Herzwolde
| ID  | Lage        | Bezeichnung                                   | Beschreibung | Bild |
| --- | ----------- | --------------------------------------------- | ------------ | ---- |
| 459 | Unterdorf 1 | Wohnhaus und Nebengebäude der ehem. Borkmühle |              |      |
| 460 | Unterdorf 3 | Wohnhaus und Scheune des Forsthofes           |              |      |

### Neubrück
| ID  | Lage         | Bezeichnung                                     | Beschreibung | Bild                           |
| --- | ------------ | ----------------------------------------------- | ------------ | ------------------------------ |
| 655 |              | Chausseehaus                                    |              | Chausseehaus                   |
| 656 | Dorfstraße 2 | Wohnhaus                                        |              | Wohnhaus                       |
| 657 | Dorfstraße 3 | Wohnhaus mit Stall und Scheune                  |              | Wohnhaus mit Stall und Scheune |
| 658 |              | Forsthof Nr. 1 mit Forsthaus, Stall und Scheune |              |                                |

### Wokuhl
| ID   | Lage                       | Bezeichnung                                                                        | Beschreibung                                                                                   | Bild                                                                               |
| ---- | -------------------------- | ---------------------------------------------------------------------------------- | ---------------------------------------------------------------------------------------------- | ---------------------------------------------------------------------------------- |
| 1171 | Dorfstraße 11 (Karte)      | Pfarrhaus mit Torpfeilern, Hofpflaster und Handschwengelpumpe (vor dem Grundstück) |                                                                                                | Pfarrhaus mit Torpfeilern, Hofpflaster und Handschwengelpumpe (vor dem Grundstück) |
| 1173 | Gnewitzer Straße 1 (Karte) | Wohnhaus                                                                           |                                                                                                |                                                                                    |
| 1174 | Gnewitzer Straße 2 (Karte) | Wohnhaus mit Stall                                                                 |                                                                                                | Wohnhaus mit Stall                                                                 |
| 1177 | (Karte)                    | Kirche mit Feldsteinmauer                                                          | Barocker Massivbau von 1736 mit Westturm, 1780 um zwei Fenster erweitert; barocke Ausstattung. | Weitere Bilder                                                                     |
| 1178 | (Karte)                    | Kriegerdenkmal 1914/18                                                             |                                                                                                |                                                                                    |
| 1175 | Lychener Straße 5          | Wohnhaus mit Stall                                                                 |                                                                                                |                                                                                    |
| 1176 | Lychener Straße 6          | Wohnhaus                                                                           |                                                                                                |                                                                                    |

## Ehemalige Baudenkmale
| ID  | Lage                          | Bezeichnung                   | Beschreibung             | Bild                  |
| --- | ----------------------------- | ----------------------------- | ------------------------ | --------------------- |
|     | Wokuhl, Dorfstraße 12 (Karte) | Wohnhaus und Backhaus         | um 2020 abgerissen       | Wohnhaus und Backhaus |
| 175 | Comthurey, Dorfstraße (Karte) | Granitpflaster der Dorfstraße | mittlerweile asphaltiert |                       |

## Quelle
- Karte der Baudenkmale im Geoportal des Landkreises